# ACパヴィーア
ACパヴィーア（イタリア語: Associazione Calcio Pavia）は、イタリアのパヴィーアをホームタウンとするサッカークラブ。

## 歴史
ACパヴィーアは1911年に創設されたイタリアで最も古いサッカークラブの一つである。クラブの長い歴史の大半をイタリアサッカーリーグの3部と4部で過ごし、過去最高はセリエBである。
1957年9月11日、クラブは破産によりセリエCから脱退し、解散した。同年9月後半にUSプロ・パヴィーア（イタリア語: Unione Sportiva Pro Pavia）として再創設された。1959年、FBCパヴィーアに改称した。1960年、1959-60シーズンのプリマ・カテゴリア・ロンバルディアに所属していたFBCパヴィーアとASパヴィーアは合併し、ACパヴィーアが誕生した。
2014年夏、クラブの所有権はザンキ・ファミリーから中国のPingy Shanghai Investmentに売却され、Xiadong Zhuが新会長に就任した。

## タイトル
- セリエC：1回
  - 1952-53
- セリエC2：2回
  - 1983-84 (ジローネB), 2002-03 (ジローネA)

出典

## 歴代所属選手
- ブルーノ・コンカ 1989-1990
- マッシミリアーノ・アッレグリ 1990-1991
- フランチェスコ・ルナルディーニ 2004-2007
- リッカルド・メッジョリーニ 2005-2006
- フランチェスコ・アチェルビ 2006-2010
- エマヌエレ・ジャッケリーニ 2007-2008
- レオナルド・パヴォレッティ 2009-2010

## 歴代監督
- ジョヴァンニ・フェッラーリ 1944-1945
- アルフレド・フォニ 1950-1951
- リカルド・フェッリ 1997-1998
- マルク・ユリアーノ 2012-2014